# Randy
Randy – szwedzki zespół grający punk rock, inspirowany twórczością zespołów Ramones czy Misfits. Zespół wydał dotychczas sześć płyt długogrających.

## Dyskografia
- Randy the Band (Burning Heart/Fat Wreck Chords 2005)
- Welfare Problems (Burning Heart 2003)
- The Human Atom Bombs (Burning Heart 2001)
- You Can’t Keep a Good Band Down (G7 Welcoming Committee 1998)
- The Rest Is Silence (Dolores Records 1996)
- There’s No Way We’re Gonna Fit In (Dolores Records 1994)